# LHJMQ 2020/21
Die LHJMQ-Saison 2020/21 war die 52. Spielzeit der Ligue de hockey junior majeur du Québec. Die reguläre Saison begann am 2. Oktober 2020 und endete mit dem Gewinn der Trophée Jean Rougeau als punktbestes Team durch die Charlottetown Islanders. Im Anschluss folgten die Playoffs um die Coupe du Président, die sich durch ein 4:2 über die Val-d’Or Foreurs im Endspiel die Victoriaville Tigres sicherten.
Im Vergleich zu den meisten anderen nordamerikanischen Ligen, die ihre Saisons aufgrund der andauernden COVID-19-Pandemie überwiegend in das Jahr 2021 verschoben, begann die reguläre Saison der LHJMQ bereits am 2. Oktober 2020. Diese sollte ursprünglich 60 Partien pro Mannschaft umfassen, die allesamt innerhalb von drei leicht veränderten Divisions ausgetragen wurden. Im Verlauf kam es jedoch mehrfach zu Unterbrechungen, teilweise nur in bestimmten Divisions, während der Spielbetrieb im Dezember 2020 komplett eingestellt und erst im Januar wieder aufgenommen wurde. Da die Liga sich über vier Provinzen Kanadas erstreckt, unterschieden sich die Umstände aufgrund der Vorgaben lokaler Behörden stark, so wurde in Québec teilweise auf das in den Stanley-Cup-Playoffs 2020 erprobte Konzept der „Hub City“ zurückgegriffen, während die Teams anderswo in ihren jeweiligen Heimspielstätten und sogar vor Zuschauern spielen durften.
Die LHJMQ war letztlich die einzige der drei großen kanadischen Juniorenligen, die einen Playoff-Sieger ausspielte. Die OHL-Saison fiel (wie der Memorial Cup) komplett aus, während die WHL nur die Hauptrunde beendete.

## Änderungen
Die Central Division wurde vorübergehend aufgelöst und deren vier Teilnehmer neu verteilt. Shawinigan und Victoriaville wechselten in die East Division, während Drummondville und Sherbrooke in die West Division einsortiert wurden. Somit wurden drei Divisions mit jeweils sechs Mannschaften gebildet. Da letztlich nicht alle Mannschaften die gleiche Anzahl von Partien absolvieren konnten, wurde die Punktquote, das Verhältnis aus erspielten und möglichen Punkten, als Kriterium für die Platzierungen herangezogen.
Der Modus der Playoffs wurde noch während der Saison mehrfach verändert und an die Entwicklungen der Pandemie angepasst. Grundsätzlich sollten alle 18 Mannschaften qualifiziert sein, bevor den beiden Teams aus Nova Scotia, Cape Breton und Halifax, die Teilnahme aufgrund behördlicher Anordnung verwehrt wurde. Von den vier verbleibenden Teams der Maritimes Division spielten die drei punktschlechteren in einer Round Robin den zweiten Teilnehmer des Division-Finals aus, für das der Erstplatzierte bereits gesetzt war. Der Sieger der Division zog dann ins Halbfinale ein. Die anderen 12 Mannschaften, die allesamt in Québec beheimatet waren, spielten über zwei klassische Playoff-Runden nach dem Prinzip „Erster gegen Letzter“ der Setzliste die drei übrigen Halbfinalteilnehmer aus. Dabei kam bis zum Finale der Best-of-Five-Modus zum Einsatz, ehe im Endspiel die üblichen vier Siege benötigt wurden.

## Reguläre Saison

### Platzierungen
Abkürzungen: GP = Spiele, W = Siege, L = Niederlagen, OTL = Niederlage nach Overtime, SOL = Niederlage nach Shootout, GF = Erzielte Tore, GA = Gegentore, Pts = Punkte, Pts% = Punktquote

Erläuterungen:       = Playoff-Qualifikation,       = Trophée-Jean-Rougeau-Gewinner. In Klammern ist die Platzierung innerhalb der gesamten Liga angegeben.
| Maritimes Division          | GP | W  | L  | OTL | SOL | GF  | GA  | Pts | Pts% |
| --------------------------- | -- | -- | -- | --- | --- | --- | --- | --- | ---- |
| Charlottetown Islanders (1) | 40 | 35 | 5  | 0   | 0   | 197 | 89  | 70  | .875 |
| Acadie-Bathurst Titan (4)   | 33 | 21 | 10 | 1   | 1   | 146 | 121 | 44  | .667 |
| Saint John Sea Dogs (11)    | 33 | 15 | 14 | 3   | 1   | 138 | 136 | 34  | .515 |
| Halifax Mooseheads (13)     | 43 | 15 | 19 | 5   | 4   | 152 | 183 | 39  | .453 |
| Moncton Wildcats (14)       | 31 | 11 | 17 | 2   | 1   | 105 | 136 | 25  | .403 |
| Cape Breton Eagles (17)     | 38 | 12 | 25 | 1   | 0   | 113 | 186 | 25  | .329 |

| East Division             | GP | W  | L  | OTL | SOL | GF  | GA  | Pts | Pts% |
| ------------------------- | -- | -- | -- | --- | --- | --- | --- | --- | ---- |
| Chicoutimi Saguenéens (3) | 29 | 17 | 7  | 3   | 2   | 105 | 77  | 39  | .672 |
| Shawinigan Cataractes (5) | 34 | 21 | 10 | 2   | 1   | 125 | 109 | 45  | .662 |
| Victoriaville Tigres (6)  | 26 | 16 | 9  | 1   | 0   | 99  | 65  | 33  | .635 |
| Rimouski Océanic (8)      | 32 | 17 | 9  | 4   | 2   | 107 | 96  | 40  | .625 |
| Québec Remparts (15)      | 39 | 13 | 22 | 2   | 2   | 104 | 143 | 30  | .385 |
| Baie-Comeau Drakkar (18)  | 36 | 8  | 26 | 1   | 1   | 82  | 137 | 18  | .250 |

| West Division                    | GP | W  | L  | OTL | SOL | GF  | GA  | Pts | Pts% |
| -------------------------------- | -- | -- | -- | --- | --- | --- | --- | --- | ---- |
| Val-d’Or Foreurs (2)             | 36 | 29 | 3  | 2   | 2   | 141 | 78  | 62  | .861 |
| Blainville-Boisbriand Armada (7) | 32 | 18 | 10 | 4   | 0   | 133 | 118 | 40  | .625 |
| Drummondville Voltigeurs (9)     | 34 | 18 | 11 | 4   | 1   | 106 | 104 | 41  | .603 |
| Gatineau Olympiques (10)         | 31 | 16 | 11 | 2   | 2   | 95  | 87  | 36  | .581 |
| Rouyn-Noranda Huskies (12)       | 40 | 17 | 18 | 4   | 1   | 100 | 146 | 39  | .488 |
| Sherbrooke Phoenix (16)          | 27 | 8  | 17 | 1   | 1   | 68  | 105 | 18  | .333 |

### Beste Scorer
Abkürzungen: GP = Spiele, G = Tore, A = Assists, Pts = Punkte, +/− = Plus/Minus, PIM = Strafminuten; Fett: Bestwert
| Spieler             | Team                                    | GP | G  | A  | Pts | +/– | PIM |
| ------------------- | --------------------------------------- | -- | -- | -- | --- | --- | --- |
| Cédric Desruisseaux | Charlottetown Islanders                 | 40 | 42 | 36 | 78  | +46 | 28  |
| Thomas Casey        | Charlottetown Islanders                 | 38 | 34 | 40 | 74  | +29 | 34  |
| Brett Budgell       | Charlottetown Islanders                 | 40 | 15 | 43 | 58  | +28 | 24  |
| Lukas Cormier       | Charlottetown Islanders                 | 39 | 16 | 38 | 54  | +35 | 36  |
| Mathieu Desgagnés   | Acadie-Bathurst Titan                   | 31 | 24 | 28 | 52  | +8  | 15  |
| Ryan Francis        | Cape Breton Eagles Saint John Sea Dogs  | 32 | 16 | 34 | 50  | +5  | 24  |
| Elliot Desnoyers    | Halifax Mooseheads                      | 37 | 21 | 28 | 49  | +12 | 24  |
| Olivier Nadeau      | Shawinigan Cataractes                   | 34 | 13 | 32 | 45  | +11 | 28  |
| Mavrik Bourque      | Shawinigan Cataractes                   | 28 | 19 | 24 | 43  | +9  | 36  |
| Shawn Element       | Cape Breton Eagles Victoriaville Tigres | 31 | 17 | 26 | 43  | +9  | 18  |

### Beste Torhüter
Die kombinierte Tabelle zeigt die jeweils drei besten Torhüter in den Kategorien Gegentorschnitt und Fangquote sowie die jeweils Führenden in den Kategorien Shutouts und Siege.
Abkürzungen: GP = Spiele, Min = Eiszeit (in Minuten), W = Siege, L = Niederlagen, OTL = Overtime/Shootout-Niederlagen, GA = Gegentore, SO = Shutouts, Sv% = gehaltene Schüsse (in %), GAA = Gegentorschnitt; Fett: Bestwert; Sortiert nach Gegentorschnitt.
| Spieler          | Team                    | GP | Min     | W  | L | OTL | GA | SO | Sv%  | GAA  |
| ---------------- | ----------------------- | -- | ------- | -- | - | --- | -- | -- | ---- | ---- |
| Colten Ellis     | Charlottetown Islanders | 24 | 1447:37 | 23 | 1 | 0   | 43 | 7  | 92,6 | 1,78 |
| Jonathan Lemieux | Val-d’Or Foreurs        | 24 | 1440:02 | 20 | 2 | 2   | 47 | 1  | 92,0 | 1,96 |
| Alexis Shank     | Chicoutimi Saguenéens   | 23 | 1383:34 | 14 | 5 | 4   | 49 | 3  | 91,8 | 2,12 |

## Playoffs

### Round Robin der Maritimes Division
| Team                  | GP | W | L | GF | GA | Pts |
| --------------------- | -- | - | - | -- | -- | --- |
| Acadie-Bathurst Titan | 6  | 4 | 2 | 26 | 25 | 8   |
| Saint John Sea Dogs   | 6  | 3 | 3 | 28 | 24 | 6   |
| Moncton Wildcats      | 6  | 2 | 4 | 22 | 27 | 4   |

### Playoff-Baum
|  | 1. Runde                                                              | 1. Runde                 | 1. Runde             |     | Viertelfinale                | Viertelfinale    | Viertelfinale |                  | Halbfinale           | Halbfinale | Halbfinale |  |  | Coupe-du-Président-Finale | Coupe-du-Président-Finale | Coupe-du-Président-Finale |
|  |                                                                       |                          |                      |     |                              |                  |               |                  |                      |            |            |  |  |                           |                           |                           |
|  | Q1                                                                    | Val-d’Or Foreurs         | 3                    |     | Q1                           | Val-d’Or Foreurs | 3             |                  |                      |            |            |  |  |                           |                           |                           |
|  | Q12                                                                   | Baie-Comeau Drakkar      | 0                    | Q10 | Rimouski Océanic             | 0                |               |                  |                      |            |            |  |  |                           |                           |                           |
|  |                                                                       |                          |                      |     |                              |                  |               |                  |                      |            |            |  |  |                           |                           |                           |
|  | Q2                                                                    | Chicoutimi Saguenéens    | 3                    |     |                              |                  |               |                  |                      |            |            |  |  |                           |                           |                           |
|  | Q11                                                                   | Sherbrooke Phoenix       | 0                    |     |                              |                  |               |                  |                      |            |            |  |  |                           |                           |                           |
|  | Q11                                                                   | Sherbrooke Phoenix       | 0                    | 1   | Charlottetown Islanders      | 2                |               |                  |                      |            |            |  |  |                           |                           |                           |
|  |                                                                       |                          |                      | 1   | Charlottetown Islanders      | 2                |               |                  |                      |            |            |  |  |                           |                           |                           |
|  | 4                                                                     | Victoriaville Tigres     | 3                    |     |                              |                  |               |                  |                      |            |            |  |  |                           |                           |                           |
|  | 4                                                                     | Victoriaville Tigres     | 3                    | Q3  | Shawinigan Cataractes        | 2                |               |                  |                      |            |            |  |  |                           |                           |                           |
|  |                                                                       |                          |                      | Q3  | Shawinigan Cataractes        | 2                |               |                  |                      |            |            |  |  |                           |                           |                           |
|  | Q10                                                                   | Rimouski Océanic         | 3                    |     |                              |                  |               |                  |                      |            |            |  |  |                           |                           |                           |
|  |                                                                       |                          |                      |     |                              |                  |               |                  |                      |            |            |  |  |                           |                           |                           |
|  | Q4                                                                    | Victoriaville Tigres     | 3                    | Q2  | Chicoutimi Saguenéens        | 3                |               |                  |                      |            |            |  |  |                           |                           |                           |
|  | Q9                                                                    | Rouyn-Noranda Huskies    | 0                    | Q6  | Québec Remparts              | 0                |               |                  |                      |            |            |  |  |                           |                           |                           |
|  | Q9                                                                    | Rouyn-Noranda Huskies    | 0                    | Q6  | Québec Remparts              | 0                | 2             | Val-d’Or Foreurs | 2                    |            |            |  |  |                           |                           |                           |
|  | (Die Teams werden nach der ersten und der zweiten Runde neu gesetzt.) |                          |                      |     |                              |                  | 2             | Val-d’Or Foreurs | 2                    |            |            |  |  |                           |                           |                           |
|  |                                                                       | 4                        | Victoriaville Tigres | 4   |                              |                  |               |                  |                      |            |            |  |  |                           |                           |                           |
|  | Q5                                                                    | 4                        | Victoriaville Tigres | 4   | Blainville-Boisbriand Armada | 3                |               | Q4               | Victoriaville Tigres | 3          |            |  |  |                           |                           |                           |
|  | Q5                                                                    |                          |                      |     | Blainville-Boisbriand Armada | 3                |               | Q4               | Victoriaville Tigres | 3          |            |  |  |                           |                           |                           |
|  | Q8                                                                    | Gatineau Olympiques      | 1                    | Q5  | Blainville-Boisbriand Armada | 2                |               |                  |                      |            |            |  |  |                           |                           |                           |
|  |                                                                       |                          |                      |     |                              |                  |               |                  |                      |            |            |  |  |                           |                           |                           |
|  | Q6                                                                    | Québec Remparts          | 3                    |     |                              |                  |               |                  |                      |            |            |  |  |                           |                           |                           |
|  | Q7                                                                    | Drummondville Voltigeurs | 0                    |     |                              |                  |               |                  |                      |            |            |  |  |                           |                           |                           |
|  | Q7                                                                    | Drummondville Voltigeurs | 0                    | 2   | Val-d’Or Foreurs             | 3                |               |                  |                      |            |            |  |  |                           |                           |                           |
|  |                                                                       |                          |                      | 2   | Val-d’Or Foreurs             | 3                |               |                  |                      |            |            |  |  |                           |                           |                           |
|  | 3                                                                     | Chicoutimi Saguenéens    | 0                    |     |                              |                  |               |                  |                      |            |            |  |  |                           |                           |                           |
|  | 3                                                                     | Chicoutimi Saguenéens    | 0                    | M1  | Charlottetown Islanders      |                  |               |                  |                      |            |            |  |  |                           |                           |                           |
|  |                                                                       |                          |                      | M1  | Charlottetown Islanders      |                  |               |                  |                      |            |            |  |  |                           |                           |                           |
|  |                                                                       | Freilos                  |                      |     |                              |                  |               |                  |                      |            |            |  |  |                           |                           |                           |
|  |                                                                       |                          |                      |     |                              |                  |               |                  |                      |            |            |  |  |                           |                           |                           |
|  |                                                                       | Round Robin der          |                      | M1  | Charlottetown Islanders      | 3                |               |                  |                      |            |            |  |  |                           |                           |                           |
|  |                                                                       | Maritimes Division       |                      | M2  | Acadie-Bathurst Titan        | 0                |               |                  |                      |            |            |  |  |                           |                           |                           |

### Coupe-du-Président-Sieger
| Coupe-du-Président-Sieger Victoriaville Tigres | Torhüter: Nikolas Hurtubise, Fabio Iacobo Verteidiger: Alexis Arsenault, Antoine Desrochers, Sean Larochelle, Jérémy Michaud, Pier-Olivier Roy, Vincent Sévigny, Massimo Siciliano Angreifer: Michail Abramow, Alex Beaucage, Olivier Coulombe, Nicolas Daigle, Loïck Daigle, Shawn Element, Conor Frenette, Zachary Gravel, Brooklyn Kalmikov, Nicolas Kingsbury-Fournier, Igor Mburanumwe, Maxime Pellerin, Jegor Serdjuk, Benjamin Tardif, Zachaël Turgeon Cheftrainer: Carl Mallette |

## Auszeichnungen

### All-Star-Teams
| First All-Star-Team |                                                       |
| Angriff:            | Cédric Desruisseaux – Dawson Mercer – Jakob Pelletier |
| Verteidigung:       | Lukas Cormier – Jordan Spence                         |
| Tor:                | Colten Ellis                                          |

| Second All-Star-Team |                                                     |
| Angriff:             | Thomas Casey – Mathieu Desgagnés – Elliot Desnoyers |
| Verteidigung:        | Justin Barron – Noah Laaouan                        |
| Tor:                 | Jonathan Lemieux                                    |

### All-Rookie-Team
| All-Rookie-Team |                                                  |
| Angriff:        | Justin Côté – Peter Reynolds – Antonin Verreault |
| Verteidigung:   | Tristan Luneau – Evan Nause                      |
| Tor:            | Chad Arsenault                                   |

### Vergebene Trophäen
| Auszeichnung              | Auszeichnung           | Team                         |
| ------------------------- | ---------------------- | ---------------------------- |
| Coupe du Président        | Coupe du Président     | Victoriaville Tigres         |
| Trophée Jean Rougeau      | Trophée Jean Rougeau   | Charlottetown Islanders      |
| Trophée Luc Robitaille    | Trophée Luc Robitaille | Charlottetown Islanders      |
| Trophée Robert LeBel      | Trophée Robert LeBel   | Val-d’Or Foreurs             |
| Auszeichnung              | Spieler                | Team                         |
| Trophée Michel Brière     | Cédric Desruisseaux    | Charlottetown Islanders      |
| Trophée Jean Béliveau     | Cédric Desruisseaux    | Charlottetown Islanders      |
| Trophée Guy Lafleur       | Benjamin Tardif        | Victoriaville Tigres         |
| Trophée Jacques Plante    | Colten Ellis           | Charlottetown Islanders      |
| Trophée Guy Carbonneau    | Dawson Mercer          | Chicoutimi Saguenéens        |
| Trophée Émile Bouchard    | Lukas Cormier          | Charlottetown Islanders      |
| Trophée Kevin Lowe        | Noah Laaouan           | Charlottetown Islanders      |
| Trophée Michael Bossy     | Zachary Bolduc         | Rimouski Océanic             |
| Coupe RDS                 | Tristan Luneau         | Gatineau Olympiques          |
| Trophée Michel Bergeron   | Antonin Verreault      | Gatineau Olympiques          |
| Trophée Raymond Lagacé    | Tristan Luneau         | Gatineau Olympiques          |
| Trophée Frank J. Selke    | Dawson Mercer          | Chicoutimi Saguenéens        |
| Plaque joueur humanitaire | Anthony D’Amours       | Rimouski Océanic             |
| Trophée Marcel Robert     | Jacob Gaucher          | Val-d’Or Foreurs             |
| Trophée Paul Dumont       | Nicolas Sauvé          | Blainville-Boisbriand Armada |
| Trophée Ron Lapointe      | Jim Hulton             | Charlottetown Islanders      |
| Trophée Maurice Filion    | Jim Hulton             | Charlottetown Islanders      |
| Trophée John Horman       | nicht vergeben         | nicht vergeben               |
| Trophée Jean Sawyer       | nicht vergeben         | nicht vergeben               |